# AndCards
andcards — программное обеспечение для коворкинг-центров и офисных центров. Первая версия вышла в июле 2018 года. Программное обеспечение andcards доступно на платформах iOS, Android, а также на Windows, macOS, Linux в виде прогрессивного веб-приложения. Разработчиком сервиса является одноимённая компания со штаб-квартирой в г. Гданьск, Польша.
andcards включает в себя такие функции, как система бронирования переговорных комнат, система управления дополнительными сервисами, каталог участников коворкинга, новостная лента, а также интеграции.
В 2019 году компания Stripe в партнерстве с andcards запустила сервис в Польше. По версии интернет-издания Coworking Resources, andcards является одной из лучших технологий для коворкингов в 2019 году.

## Технологии
andcards — кроссплатформенное программное обеспечение, которое использует React и React Native.